# Marilyn Raphael
Marilyn N. Raphael es una climatóloga de Trinidad y Tobago conocida por su trabajo sobre el cambio climático y la variabilidad en el hemisferio sur de alta latitud. Es profesora y exjefa del Departamento de Geografía de la Universidad de California en Los Ángeles (UCLA).

## Biografía
Marilyn Raphael nació y creció en Trinidad y Tobago. Obtuvo la licenciatura en Geografía de la Universidad McMaster en 1984 y la maestría y el doctorado de la Universidad Estatal de Ohio. Sus intereses de investigación son el cambio climático global y la variabilidad, específicamente la dinámica del clima en la latitud media y alta del hemisferio sur y la interacción entre el hielo marino antártico y la atmósfera. En su investigación utiliza modelos climáticos globales y también bases de datos de observación a gran escala.
Ha sido profesora en el Departamento de Geografía de la UCLA desde 1998, entre otras materias ha impartido cursos de Climatología, Análisis del Impacto Ambiental, Seminario-Estudios Ambientales, Climatología Tropical y Publicación de Investigaciones Geográficas. Fue jefa del departamento entre 2010 y 2013.
Raphael es copresidenta del grupo de expertos en Procesos y Clima Marino Antártico (ASPeCt) del Comité Científico para la Investigación Antártica (SCAR). También es codirectora de la Iniciativa de Predicción del Clima Polar (PCPI) del Programa Mundial de Investigaciones Climáticas (PMIC). Es coautora del libro The Encyclopedia of Weather and Climate Change: A Complete Visual Guide, por el que recibió el premio Atmospheric Science Librarians International Choice Award en 2010.